# Trường Đại học Hạ Long
Trường Đại học Hạ Long (Ha Long University) là trường công lập, trực thuộc Ủy ban Nhân dân tỉnh Quảng Ninh. Trường Đại học Hạ Long đào tạo đa ngành, đa lĩnh vực, cung cấp nguồn nhân lực trình độ cao về khoa học, công nghệ, kinh tế, giáo dục và xã hội nhân văn; là trung tâm nghiên cứu khoa học, chuyển giao công nghệ phục vụ sự phát triển kinh tế – xã hội của tỉnh Quảng Ninh và khu vực đồng bằng Bắc Bộ.

## Thành lập
Trường được thành lập theo Quyết định số 1869/QĐ-TTg ngày 13/10/2014 của Thủ tướng Chính phủ về việc thành lập Trường ĐH Hạ Long trên cơ sở 2 trường Cao đẳng Sư phạm Quảng Ninh và Cao đẳng Văn hóa, Nghệ thuật và Du lịch Hạ Long. Trường Đại học Hạ Long có hai cơ sở: 
Cơ sở 1: số 258, Phường Nam Khê, Thành phố Uông Bí, Tỉnh Quảng Ninh (tại vị trí của Trường Cao đẳng Sư phạm Quảng Ninh cũ). 
Cơ sở 2: số 58, Phường Hồng Hải, Thành phố Hạ Long, Tỉnh Quảng Ninh (tại vị trí của Trường Cao đẳng Văn hóa, Nghệ thuật và Du lịch Hạ Long cũ).

## Sứ mạng và tầm nhìn
Đào tạo nguồn nhân lực, nghiên cứu khoa học và chuyển giao công nghệ, phục vụ sự phát triển kinh tế - xã hội của tỉnh Quảng Ninh và cả nước
Ngày 12/6/2020 Trường Đại học Hạ Long đã sửa lại và công bố Quy chế tổ chức và hoạt động của trường, trong đó Sứ mạng và tầm nhìn đã được khẳng định và sửa đổi bổ sung theo Quy chế và tổ chức hoạt động của trường như sau:.
Sứ mạng: Đào tạo nguồn nhân lực có chất lượng, nghiên cứu và giải quyết các vấn đề thực tiễn, đóng góp tích cực cho sự phát triển kinh tế – xã hội của tỉnh Quảng Ninh và cả nước.
Tầm nhìn: Đến năm 2030, Trường Đại học Hạ Long trở thành một trong những cơ sở giáo dục đại học định hướng ứng dụng có uy tín, thương hiệu quốc tế, có vị thế hàng đầu trong nước về đào tạo nhân lực thuộc lĩnh vực du lịch, nghệ thuật và ngôn ngữ.
Giá trị cốt lõi: Chất lượng – Sáng tạo – Nhân văn
Triết lí giáo dục: Học đi đôi với hành, học để làm người, học để thành công

## Cơ cấu tổ chức
Các khoa bao gồm:
- Khoa Du lịch
- Khoa Ngoại ngữ
- Khoa Công nghệ thông tin
- Khoa Văn hóa
- Khoa Nghệ thuật
- Khoa Thủy sản
- Khoa Môi trường
- Khoa Khoa học cơ bản
- Khoa Sư phạm

Các phòng ban bao gồm:
- Phòng Đào tạo
- Phòng Hợp tác quốc tế và quản lý khoa học
- Phòng khảo thí và đảm bảo chất lượng
- Phòng Công tác chính trị và Quản lý và Hỗ trợ sinh viên
- Phòng Tổ chức, Hành chính,Thanh tra và Pháp chế
- Phòng Kế hoạch,Tài chính

Các đơn vị trực thuộc khác:
- Trung tâm Thực hành Dịch vụ du lịch và Nghệ thuật
- Trung tâm Ngoại ngữ - Tin học
- Trung tâm Thông tin, Thư viện và Giao lưu Văn hóa Việt Nhật
- Trung tâm Khoa học và Công nghệ và Bồi dưỡng cán bộ
- Trường Thực hành sư phạm

## Chương trình đào tạo[3]
Thạc sĩ:
- Ngôn Ngữ Anh
- Quản trị Dịch vụ Du lịch Và Lữ Hành
- Khoa học máy tính

Đại học chính quy:
- Ngôn Ngữ Anh
- Ngôn Ngữ Nhật Bản
- Ngôn Ngữ Trung Quốc
- Ngôn ngữ Hàn Quốc
- Quản trị Dịch vụ Du lịch Và Lữ Hành
- Quản trị Nhà hàng Và Dịch vụ Ăn Uống
- Quản trị Khách sạn
- Quản trị Kinh doanh
- Quản lý Văn Hóa
- Công nghệ Thông tin
- Khoa học máy tính
- Thiết kế đồ họa
- Nuôi Trồng Thủy Sản
- Quản lý Tài Nguyên Và Môi trường
- Giáo dục Mầm non
- Giáo dục Tiểu học
- Văn, báo chí, truyền thông

Cao đẳng sư phạm
- Giáo dục Mầm non

Cao đẳng ngoài sư phạm
- Quản trị Dịch vụ Du lịch Và Lữ Hành
- Quản trị Nhà hàng Và Dịch vụ Ăn Uống
- Quản trị Khách sạn
- Hướng dẫn Du lịch
- Công Tác Xã Hội
- Tin Học Ứng Dụng
- Tiếng Anh
- Hội Họa
- Thanh Nhạc

Trình độ trung cấp
- Nghệ thuật Biểu diễn Kịch Múa
- Biểu diễn Nhạc Cụ Phương Tây
- Biểu diễn Nhạc Cụ Truyền thống
- Thanh Nhạc
- Hội Họa
- Sư Phạm Mầm non

## Kiểm định chương trình đào tạo trình độ đại học
Năm học 2021 – 2022, Trường Đại học Hạ Long đã kiểm định thành công 03 chương trình đào tạo (CTĐT) trình độ đại học, gồm CTĐT Ngôn ngữ Anh, Khoa học máy tính, Quản trị du lịch và lữ hành.
Năm học 2022 – 2023, Trường Đại học Hạ Long tiếp tục thực hiện kiểm định 07 CTĐT trình độ đại học gồm các ngành Quản trị khách sạn, Quản trị nhà hàng và dịch vụ ăn uống, Ngôn ngữ Trung Quốc, Ngôn ngữ Nhật, Quản lý văn hóa, Quản lý tài nguyên và môi trường, Nuôi trồng thủy sản.
Với việc kiểm định thành công 10/10 CTĐT đủ điều kiện kiểm định, Trường Đại học Hạ Long là một trong số ít trường trên toàn quốc hoàn thành kiểm định 100% CTĐT. Kết quả kiểm định này một mặt khẳng định cam kết về chất lượng đào tạo của Trường Đại học Hạ Long với toàn xã hội, mặt khác góp phần nâng cao thương hiệu của Trường, là tiền đề để Nhà trường thực hiện những bước phát triển đột phá trong thời gian tới.

## Thành tựu từ chiến lược phát triển nguồn nhân lực ( tháng 10/2023)
Từ khi thành lập đến nay, Trường đại học Hạ Long ngày càng hoàn thiện tổ chức bộ máy, cơ cấu ngày một phù hợp với chiến lực phát triển của nhà trường, đội ngũ cán bộ, giảng viên, giáo viên, nhân viên được nâng cao về chất lượng,
Sau một thời gian thành lập và phát triển tới nay, Trường Đại học Hạ Long có tổng số trên 300 cán bộ, giảng viên, nhân viên. Trong đó: Phó giáo sư : 01 người, tiến sĩ  có 38 người (tăng 13 lần so với năm 2014); Thạc sĩ có 195 người (tăng 1,3 lần so với năm 2014). Nhà trường không ngừng lớn mạnh cả về quy mô và chất lượng, đang khẳng định uy tín, trở thành nơi đào tạo nguồn nhân lực chất lượng cho tỉnh Quảng Ninh và cả nước.
Để có được những thành tựu trên, Trường Đại học Hạ Long luôn nhận được sự quan tâm của lãnh đạo Tỉnh ủy, HĐND, UBND tỉnh với nhiều cơ chế, chính sách như: Thu hút nguồn nhân lực chất lượng cao về làm việc; Ký hợp đồng thỉnh giảng với các giáo sư, phó giáo sư, các chuyên gia uy tín, tuyển dụng được các tiến sĩ và thạc sĩ đào tạo ở nước ngoài…. Lãnh đạo nhà trường rất quan tâm đến công tác đào tạo, bồi dưỡng giảng viên đã cử nhiều giảng viên đi học nghiên cứu sinh, cao học… Góp phần tạo nguồn giảng viên chất lượng cao, đảm bảo việc mở hơn chục mã ngành đào tạo hệ đại học.
Đội ngũ giảng viên Nhà trường có trình độ chuyên môn, phương pháp giảng dạy hiện đại đáp ứng nhu cầu học của sinh viên. Các chuyên ngành Ngôn ngữ Anh, Nhật,  Hàn, Trung Quốc sinh viên được thực hành giao tiếp với giảng viên, chuyên gia người nước ngoài từ đó nâng cao được khả năng giao tiếp và tìm hiểu văn hóa bản địa. Bên cạnh việc sở hữu đội ngũ giảng viên có chất lượng là các nhà giáo, nhà khoa học, nhà nghiên cứu, chuyên gia có kinh nghiệm làm việc thực tế nhiều năm tại các cơ sở đào tạo, nghiên cứu, doanh nghiệp trong và ngoài nước, Nhà trường đã ký hợp đồng thỉnh giảng với các giáo sư, phó giáo sư, các chuyên gia uy tín, tiếp nhận tình nguyện viên nước ngoài (chủ yếu là Mỹ, các nước châu Âu, Nhật Bản, Hàn Quốc, Trung Quốc) qua các tổ chức văn hóa, giáo dục uy tín.
Từ chiến lược phát triển đó, có thể thấy, đội ngũ giảng viên ngày càng phát triển theo hướng tinh gọn, năng lực chuyên môn ngày càng cao, có đạo đức, lối sống lành mạnh và có tâm với nghề, tất cả vì mục tiêu xây dựng Trường Đại học Hạ Long ngày càng vững mạnh, đoàn kết, nỗ lực, quán triệt quan điểm phát triển của Trường là:“Tự chủ – Ứng dụng – Đại học số – Thương hiệu”.

## Hệ thống giảng đường, phòng học
Trường Đại học Hạ Long có 2 cơ sở: - Cơ sở 1: tại Uông Bí - Quảng Ninh - Cơ sở 2: tại trung tâm Hạ Long - Quảng Ninh. Cả hai cơ sở đều được trang bị các khu nhà làm việc và giảng đường hiện đại.
Tại Cơ sở 1, Nhà trường hiện có trên 100 phòng học trong các nhà cao tầng (các khu nhà A, B, C, D, E) với diện tích gần 10.000 m2 đáp ứng hoàn hảo cho việc giảng dạy và học tập theo hệ thống tín chỉ. Các phòng học đều được trang bị máy chiếu cố định, điều hòa, các phòng học lớn được trang bị hệ thống âm thanh trợ giảng hiện đại.
Nhà trường cũng xây dựng một số phòng học chuyên môn dành cho sinh viên các ngành Ngoại ngữ, Du lịch, Công nghệ thông tin, Ngoại ngữ…
Trên tất cả các khu giảng đường đều có hệ thống kỹ thuật như quạt gió, ánh sáng, rèm che nắng, các công trình vệ sinh  phục vụ cho công tác giảng dạy được trang bị đầy đủ và duy trì hoạt động với chất lượng cao.
Tại Cơ sở 2, Nhà trường cũng đầu tư xây dựng 16 giảng đường (tại 2 cơ sở) trong đó có 1 giảng đường lớn với hơn 350 chỗ ngồi có hệ thống âm thanh, ánh sáng và trang thiết bị hiện đại phục vụ các sự kiện lớn của nhà trường hoặc các buổi học tập trung dành cho sinh viên.

## Tổ chức quản lý
Hội đồng Trường Đại học Hạ Long đã được kiện toàn theo Quyết định số 3336/QĐ-UBND ngày 14/11/2022 của Chủ tịch UBND tỉnh Quảng Ninh. Tổng số thành viên Hội đồng Trường Đại học Hạ Long hiện tại có 19 người. Tiến sĩ Đặng Hoàng Thông được bầu làm Chủ tịch hội đồng Trường.
Ngày 20 tháng3 năm 2023, Quyết định của UBND tỉnh Quảng Ninh giao ông Nguyễn Đức Tiệp, nguyên phó chủ tịch thành phố Uông Bí, làm hiệu trưởng Trường Đại học Hạ Long.
Nghị quyết số 41/NQ-HĐT ngày 19/4/2023 của Hội đồng Trường về việc bổ nhiệm lại chức vụ phó hiệu trưởng Trường Đại học Hạ Long đối với bà Hoàng Thị Thu Giang và bà Phan Thị Huệ.